# Historia de una noche de niebla
 Historia de una noche de niebla  es una película en blanco y negro de Argentina dirigida por José María Blanco Felis sobre el guion de Cecilio Benítez de Castro que se estrenó el 19 de octubre de 1950 y que tuvo como protagonistas a José María Gutiérrez, Ivonne De Lys y Enrique Chaico.

## Sinopsis
Un joven desdeña a la muchacha que lo ama y finalmente se encuentran en el más allá.

## Reparto
- José María Gutiérrez
- Ivonne De Lys
- Enrique Chaico
- Fina Suárez
- María Gances
- Jorge Villoldo
- Irma Roy
- Antonio Martiánez
- Nathán Pinzón
- Natán Solans

## Comentarios
Manrupe y Portela opinan del filme: “Falso romanticismo y realización poco rigurosa en un film pensado para las mujeres de la época” en tanto la crónica de Crítica dijo:

”Relato romántico malogrado por la dirección balbuceante y equivocada que tiene su principal y primitivo error en la mala adaptación hecha del libro original”